# 진도 (섬)
진도(珍島)는 전라남도 진도군의 본섬으로, 한반도 남서쪽 끝에 자리한 섬이다. 이 섬은 한국 서해와 남해의 경계가 되며, 한국에서 제주도, 거제도에 이어 3번째로 큰 섬이다. 면적은 375 km2, 해안선의 길이는 662.3 km이다.

## 지리
동경 125도37분∼126도28분, 북위 34도08분∼34도35분에 위치해 있고, 전라남도 면적의 3.06%를 차지한다. 명량해협(울돌목)에서 육지와 불과 350여m 떨어져 있으나 이곳은 물살이 세서 과거에는 옥동에서 벽파진 나루터로 왕래했다. 현재는 진도대교에 의해 해남군 우수영(문내면)과 연결되어 있다.
지질은 주로 반암이며, 섬의 동동쪽은 첨찰산(485 m)·여귀산(458.4 m) 등의 산지로 되어 있으나, 서북쪽은 고도가 낮아 평지가 총면적의 32%를 차지한다. 평지는 대부분 구릉성이고 욕실천·침계천 유역이 비옥하여 농경지에 적당하다. 근해어업의 중심지로, 조기를 비롯하여 도미·갈치·김 등의 생산지로 유명하다. 민요 진도아리랑과 천연기념물 제53호로 보호받고 있는 진돗개가 널리 알려져 있다.

## 명승
진도의 바닷길은 대한민국의 명승 제9호로 2000년에 지정되었다.

## 같이 보기
- 진돗개
- 삼별초
- 한국의 섬